# Pjotr Petrowitsch Tscherkassow

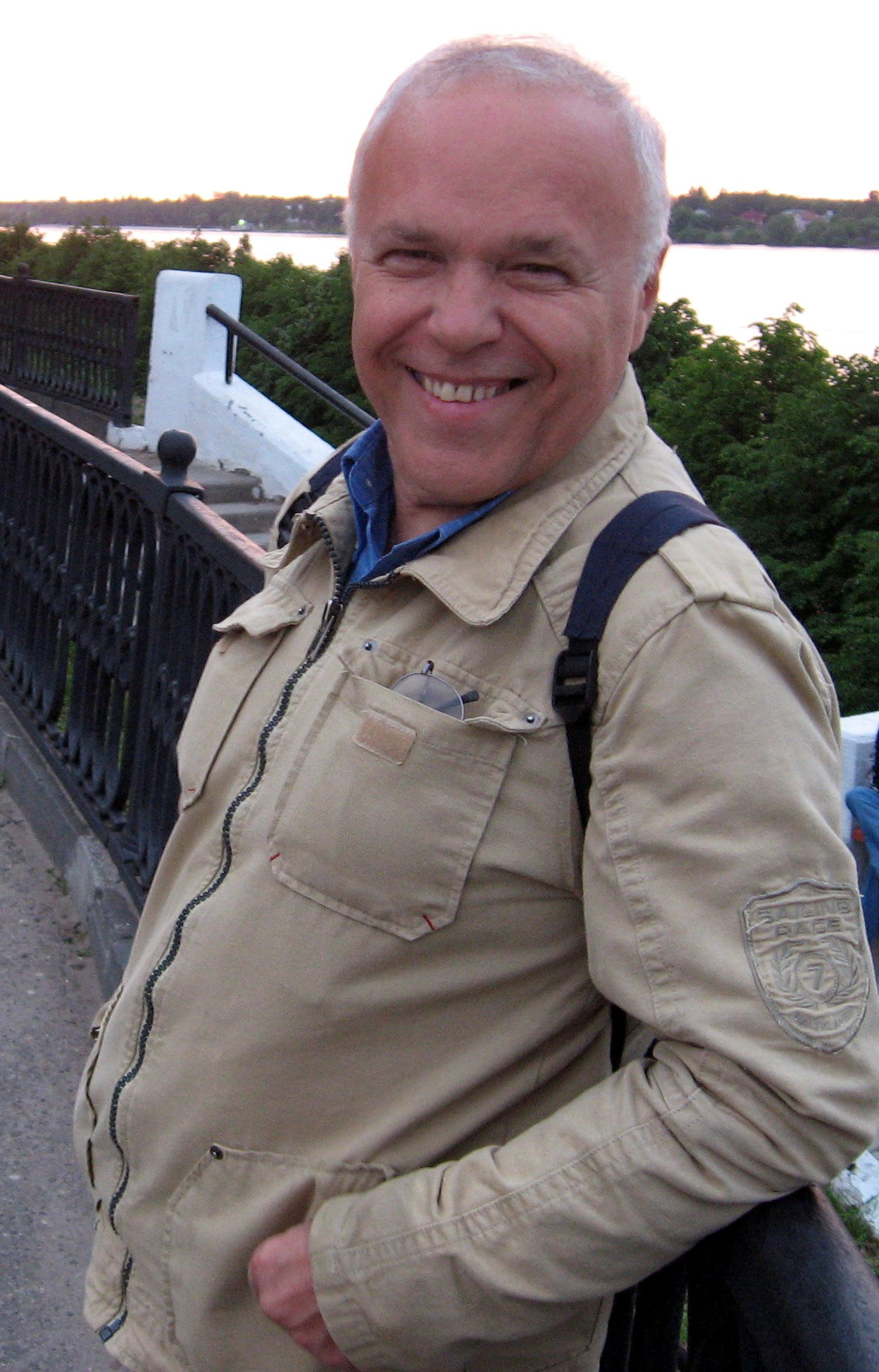
Pjotr Petrowitsch Tscherkassow

Pjotr Petrowitsch Tscherkassow (russisch Пётр Петрович Черкасов; * 2. Januar 1946 in Moskau) ist ein sowjetisch-russischer Historiker.

## Leben
Tscherkassows Vater Pjotr Gordejewitsch Tscherkassow war Offizier der Sowjetarmee und Kriegsteilnehmer wie auch seine Frau. Tscherkassow studierte an der Universität Saratow in der Historischen Fakultät mit Abschluss 1967 mit Auszeichnung. Anschließend wurde er Aspirant bei Juri Rubinski im Moskauer Institut für Weltwirtschaft und internationale Beziehungen (IMEMO) der Akademie der Wissenschaften der UdSSR (AN-SSSR, seit 1991 Russische Akademie der Wissenschaften (RAN)).
Nach dem Abschluss der Aspirantur 1970 wurde Tscherkassow wissenschaftlicher Mitarbeiter des IMEMO. 1971 verteidigte er mit Erfolg seine Dissertation über die Politik Frankreichs in Südostasien 1954–1975 für die Promotion zum Kandidaten der historischen Wissenschaften. Sein Arbeitsgebiet blieb die französische Geschichte. Er untersuchte die internationalen Beziehungen in Europa, die Außen-, Kolonial- und Postkolonialpolitik und verfasste einschlägige Fachartikel. Seine Doktor-Dissertation über den Zerfall des Kolonialreichs Frankreichs nach dem Zweiten Weltkrieg 1945–1962 verteidigte er 1986 mit Erfolg für die Promotion zum Doktor der historischen Wissenschaften.
1987 wechselte Tscherkassow in das Institut für Allgemeine Geschichte (IWI) der AN-SSSR. Er gründete dort und leitete dann das Zentrum für französische historische Studien. Sein Forschungsschwerpunkt wurden die russisch-französischen Beziehungen im 18. und 19. Jahrhundert. 2001 erschien seine Monografie über Katharina II. und Ludwig XVI. und die russisch-französischen Beziehungen 1774–1792 (Neuauflage 2004). 2004 folgte seine große Studie über die Geschichte des IMEMO im Hinblick auf dessen Rolle im sowjetischen System und die komplexen Wechselwirkungen der Wissenschaftler und der Behörden in der UdSSR. 2008 veröffentlichte er seine Studie über den russischen Agenten Jakow Tolstoi der Regierung Nikolaus I. in Frankreich. 2010 folgte die Monografie über Elisabeth und Ludwig XV. und die russisch-französischen Beziehungen 1741–1762. Er veröffentlichte Bücher über General La Fayette und Kardinal Richelieu. Er war Stipendiat des französischen Außenministeriums und der Fondation Maison des Sciences de l’Homme und nahm an Forschungsprogrammen der École des hautes études en sciences sociales teil (2005, 2009–2010).
2011 kehrte Tscherkassow als wissenschaftlicher Chefmitarbeiter in das IMEMO zurück. Seine Arbeiten sind in Frankreich, Deutschland, den USA, Norwegen und Litauen veröffentlicht worden. Er ist Mitglied des Kuratoriums des Centre d'études franco-russe de Moscou am russischen Außenministerium. 2014 erschien sein Artikel über Baron Talleyrand und dessen Sicht auf das von Ossip Komissarow vereitelte Attentat Dmitri Karakosows auf Alexander II. 2016 wurde Tscherkassow zum Korrespondierenden Mitglied der RAN gewählt.

## Ehrungen, Preise
- Medaille „Veteran der Arbeit“
- Tarle-Preis der RAN (1997)[1]
- Ritterkreuz des Ordre des Palmes Académiques (2004)
- Leroy-Beaulieu-Preis der französischen Botschaft in Russland (2011)
- Ritterkreuz der Ehrenlegion (2012)
- Silberne Verdienstmedaille der Organisation internationale de la Francophonie (2012)
- Solowjow-Goldmedaille der RAN (2014)[1]
- Grand Prix der Académie française (2017)[6]